# Vickers
Pour les articles homonymes, voir Vickers (homonymie).
Vickers, fondé initialement sous le nom Vickers Company en 1828, est un fabricant anglais d'équipement militaire traditionnellement basé à Barrow-in-Furness dans le comté de Cumbria. Le nom Vickers est resté jusqu'au XXe siècle, malgré une série de changements et de fusions. Aujourd'hui Vickers est une partie de BAE Systems.

## Histoire

### Fondation

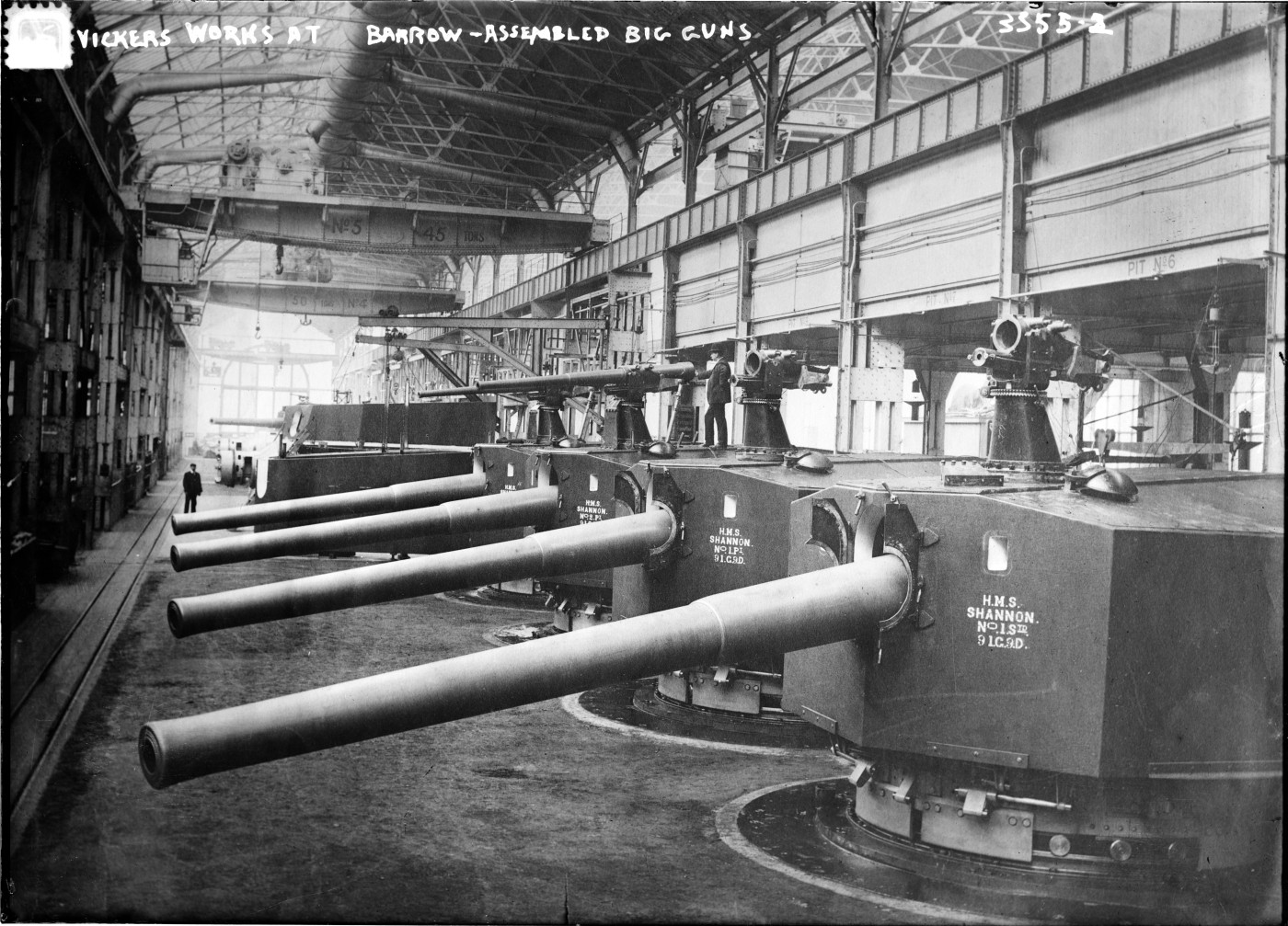
Canons de marine de 7.5 pouces BL Mk II devant armer le HMS Shannon en construction dans l'usine Vickers de Barrow-in-Furness entre 1905-1906.

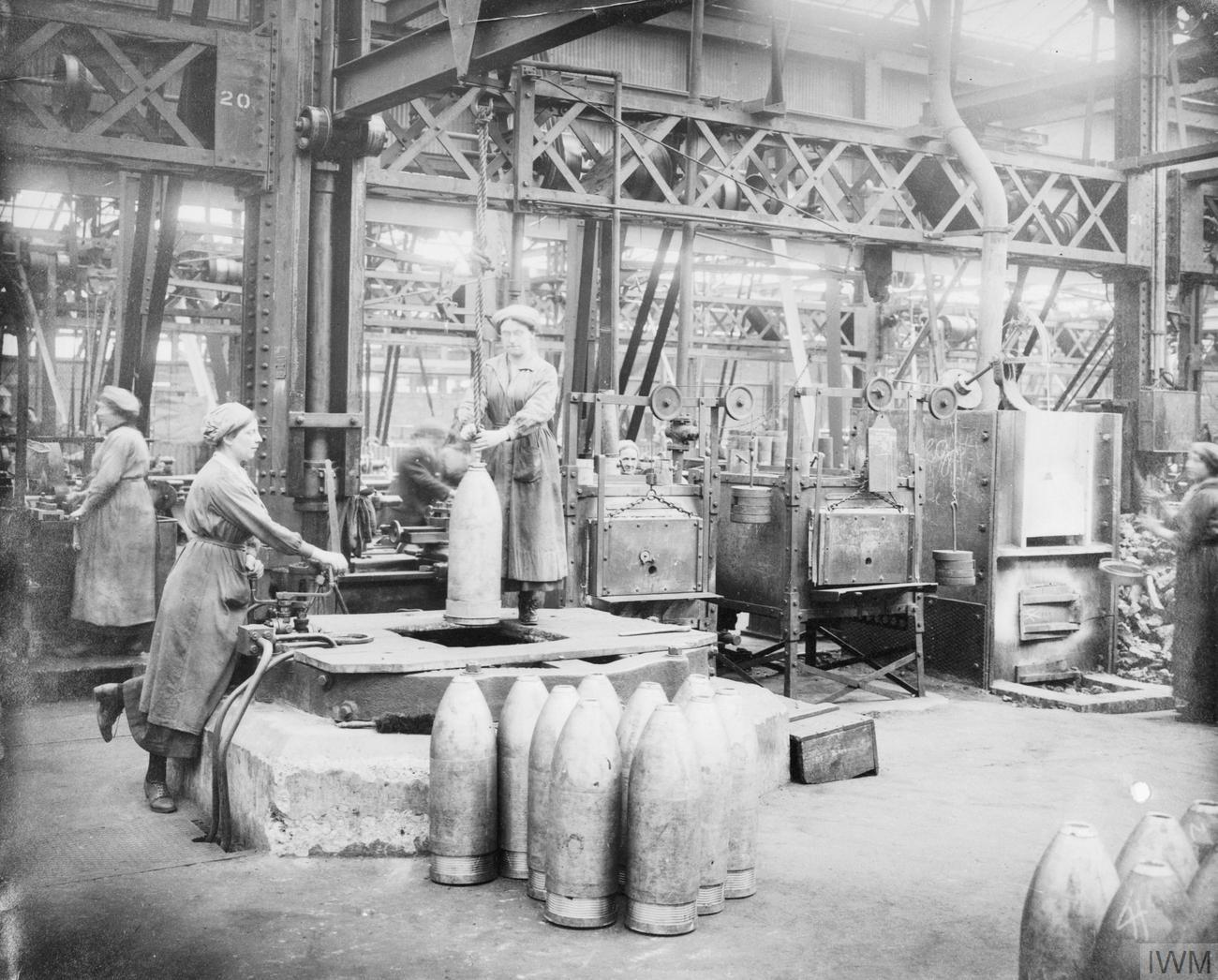
"Munitionettes" en mai 1917 dans une usine Vickers.

La compagnie Vickers, une fonderie d'acier, fut fondée à Sheffield, Angleterre, par Edward Vickers et son beau-père George Naylor en 1828. Naylor était déjà copropriétaire de la fonderie Naylor & Sanderson et le frère d'Edward possédait une forge. La nouvelle compagnie appelée « Naylor Vickers and Company » fut rapidement contrôlée par Edward grâce à ses revenus d'investissement dans les chemins de fer. Elle devint rapidement connue, entre autres, pour les cloches qu'elle produisait. En 1854, les fils d'Edward, Thomas et Albert, rejoignirent la compagnie.
En 1867, elle devint société par actions sous le nom de « Vickers, Sons & Company » et se diversifia: arbres moteurs de navires en 1868, hélices en 1872, presse de forge en 1882, blindages en 1888 et leurs premières pièces d'artillerie en 1890. Vickers acheta ensuite le constructeur naval « Barrow in Furness » en 1897, avec en prime sa filiale « Maxim Nordenfelt Guns and Ammunition Company (en) » (fondée par Hiram Maxim et fabricant de la mitrailleuse Maxim et de la mitrailleuse Nordenfelt). Vickers change le nom de Barrow pour « Naval Construction Yard » et la Maxim pour « Vickers, Sons & Maxim ». Grâce à ces acquisitions, Vickers était devenu une compagnie intégrée dans le domaine naval, pouvant fournir navires, pièces de rechange et armements. En 1901, la Royal Navy reçut son premier sous-marin, le HMS Holland 1, de Naval Construction Yard. En 1902, Vickers acheta une participation à cinquante pour cent de la compagnie navale John Brown & Company sur la rivière Clyde. 
En 1905, Vickers continue sa diversification en achetant le constructeur automobile « Wolseley Tool and Motor Car Company », une filiale de « Wolseley Sheep-Shearing Machine Company ». A cette date, en termes de capital, Vickers se classait au sixième rang des entreprises britanniques avec 7,4 millions de livres sterling.
Puis en 1911, elle achète une participation majoritaire dans le manufacturier de torpilles « Whitehead and Company ». Le nom de la compagnie mère est changé pour « Vickers Ltd » en 1911 et on crée à la même occasion une division de construction d'avions (Vickers Ltd Aviation Department). Les premiers appareils, de type Vickers R.E.P. Type Monoplane, sont basés sur une licence de Robert Esnault-Pelterie.
En 1919, la compagnie de fournitures électriques British Westinghouse (en) est acquise et devient la « Metropolitan Vickers Electrical Company » qui deviendra rapidement impliquée dans le rail.

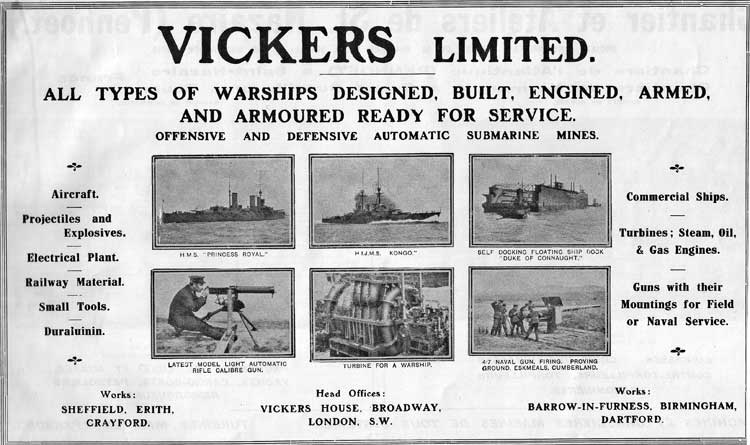
Publicité de 1914 paru chez Jane's présentant les productions de Vickers.

### Fusion avec Armstrong Whitworth
En 1927, Vickers fusionne avec une compagnie d'ingénierie, la compagnie Armstrong Whitworth du bassin industriel de Tyne et Wear, elle-même née de la fusion des constructeurs W. G. Armstrong et J. Whitworth ; cette absorption donne naissance au groupe industriel « Vickers-Armstrongs, Ltd ». Les deux compagnies s'étaient développées dans les mêmes secteurs de l'armement et de la construction navale : Armstrong-Whitworth Co. avait une usine de pièces d'artillerie à Elswick (en) et des chantiers navals à High Walker (en) sur la rivière Tyne. Ce dernier devint le Naval Yard, de la nouvelle compagnie et ceux de Vickers sur la côte ouest de la Grande-Bretagne devinrent les Naval Construction Yard. 
En 1929, les chemins de fer possédés par la compagnie fusionnée et ceux de Cammell Laird formèrent le Metropolitan Cammell Carriage and Wagon (MCCW).
La division aéronautique de Armstrong Whitworth resta indépendante et devint en 1928 la « Vickers (Aviation) Ltd ». L'acquisition de la compagnie Supermarine, qui deviendra célèbre grâce à son Supermarine Spitfire durant la Seconde Guerre mondiale, se fit sous le nom de Supermarine Aviation Works (Vickers) Ltd. Finalement la fusion des deux entités en 1938, sous le nom de « Vickers-Armstrongs (Aircraft) Ltd », se fit sans changer la liste des noms de produits de chacune.

### Nationalisation
En 1960, le gouvernement britannique força le regroupement des industries aéronautiques de Grande-Bretagne. La division aéronautique de Vickers fusionna avec celles de Bristol, English Electric et Hunting Aircraft dans la nouvelle British Aircraft Corporation. Vickers possédait 40 % de la nouvelle compagnie, English Electric 40 % et Bristol 20 % et BAC possédait 70 % de Hunting. La division Supermarine cessa ses opérations en 1963 et le nom ne fut plus utilisé par Vickers après 1965.
En 1977, la loi Aircraft and Shipbuilding Industries Act nationalisa BAC qui fut absorbée par le groupe British Aerospace devenu aujourd'hui le BAE Systems. La section construction navale de Vickers, la « Vickers Armstrong Shipbuilders » en 1955 mais devenue la « Vickers Limited Shipbuilding Group » en 1968, fut forcée de fusionner par la même loi dans British Shipbuilders. Elle fut cependant privatisée en 1986 sous le nom de « Vickers Shipbuilding and Engineering Ltd » (VSEL) et acheté ensuite par Marconi Marine. Elle fait maintenant partie de BAE Systems Maritime - Submarines (en).

### Vickers plc
Vickers fut également amputée de son secteur de la production d'acier, incorporé dans British Steel, par la nationalisation. Ce qui restait devint Vickers plc. En 1986, la compagnie acheta l'usine d'armement Royal Ordnance Factories, de Leeds, qui devint « Vickers Defence Systems ». Elle acheta également ensuite la compagnie d'ingénierie automobile Cosworth en 1990, le constructeur suédois d'hydrojets Kamewa (en) en 1996 et le producteur de moteurs de navires norvégien Ulstein en 1998. Elle céda en 1998 Rolls-Royce Motors et Cosworth au profit de Volkswagen.
Vickers resta indépendante jusqu'en 1999 mais fut rachetée par Rolls-Royce plc cette année-là. La division armement fut vendue à Alvis plc et prit le nom de Alvis Vickers. Le reste de Vickers PLC devint la division « Vinters » de Rolls-Royce en mars 2003. Le nom Vickers a disparu complètement quand Alvis Vickers fut vendu à BAE Systems en 2004 et devint BAE Systems Land Systems.

## Production
La production militaire et civile de Vickers comprenait tour à tour ou parallèlement des navires, des mitrailleuses, des pièces d'artillerie, des avions et des chars de combat. Entre autres :
- Vickers 6-Ton
- Char Centurion
- 49 canons de marine de 15 pouces BL Mark I
- 11 461 Vickers Wellington
- 163 Vickers VC.1 Viking
- Vickers VC-10
- Vickers Viscount

## La Famille Vickers
En 1854, les fils d'Edward, Thomas et Albert, rejoignirent la compagnie.
Albert et son épouse Edith sont représentés dans un tableau de John Singer Sargent Le Verre de Porto. Cette scène intimiste dans la salle à manger d'une maison de campagne en Angleterre montre Mme Vickers au centre, qui regarde directement le spectateur, tandis que M. Vickers croise ses jambes, en fumant un cigare après le dîner.
Le colonel Thomas Vickers a commandé lui aussi un tableau à Sargent Les Demoiselles Vickers, portrait de ses trois filles, Florence Evelyn, Mabel Frances et Clara Mildred. Ce portrait a été exposé au Salon de 1885, avec un portrait de Mme Albert Vickers achevé par Sargent en juin 1884. 

Les Portraits de famille par John Singer Sargent
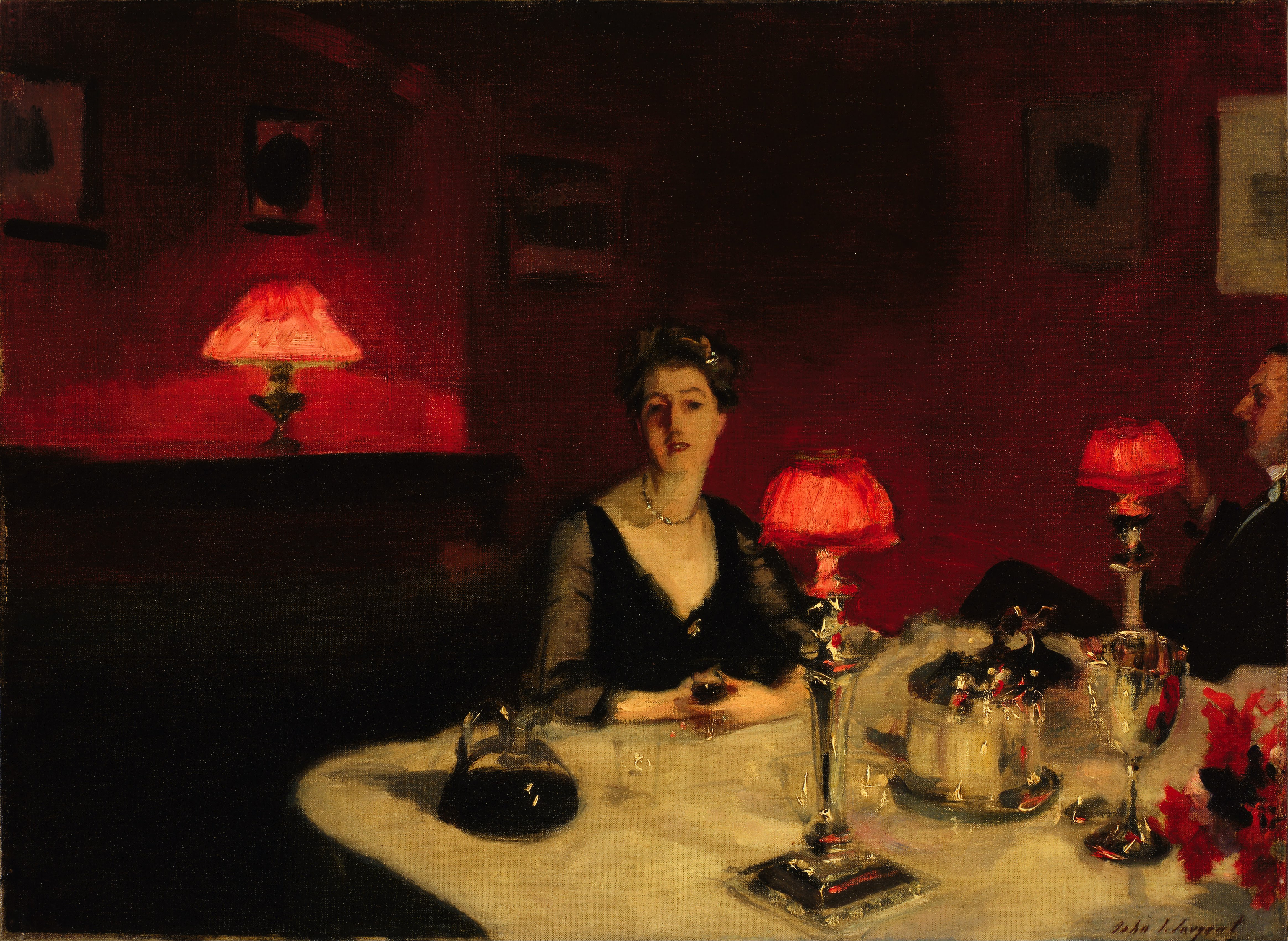
Un verre de porto, 1884 Musée des Beaux-Arts de San Francisco
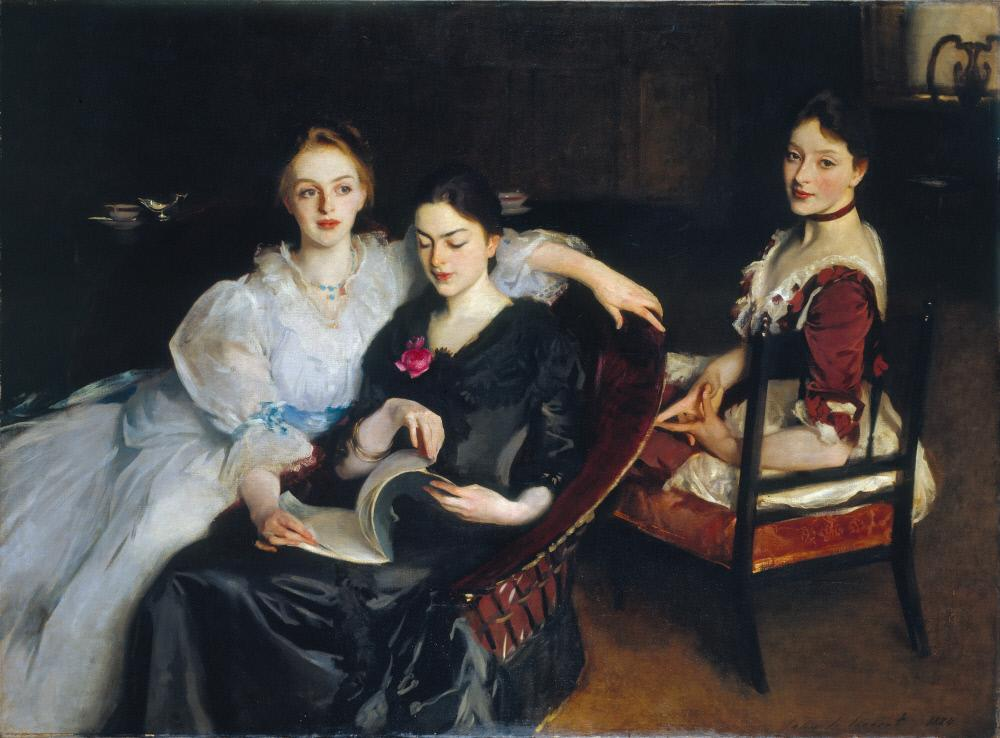
Les Demoiselles Vickers, 1884 Sheffield Galleries

## Culture populaire
L'album des Aventures de Tintin intitulé L'Oreille cassée met en scène une guerre fictive (la guerre du "Gran Chapo", double de la guerre du Chaco) en Amérique Latine. Un cynique marchand d'armes, nommé Basil Bazaroff (Sir Basil Zaharoff), fournit indifféremment aux deux camps des armes meurtrières. Il représente une firme d'armes lourdes, la Vicking Arms Limited, double de la société Vickers, le plus gros "marchand de canons" de l'entre-deux-guerres.
Le père de James Bond, Andrew, a travaillé comme représentant pour cette firme.